# La Vie sexuelle des Belges (série de films)
La Vie sexuelle des Belges est une hexalogie[pas clair] cinématographique écrite et réalisée par Jan Bucquoy et produite par Francis De Smet entre 1994 et 2003.

## Composition
- 1994 : La Vie sexuelle des Belges 1950-1978
- 1996 : Camping Cosmos
- 1998 : Fermeture de l'usine Renault à Vilvoorde
- 2000 : La Jouissance des hystériques
- 2000 : Vrijdag Visdag / Friday Fishday
- 2003 : La Société du spectacle et ses commentaires